# Pokret (sociologija)
Pokret u sociologiji i politici opisuje djelovanje skupine ljudi i/ili organizacija za doseg nekog cilja. Kao vrsta kolektivnog djelovanja, društveni pokreti omogućavaju grupama ljudi da izraze pritužbe i potrebe u vezi svojih prava i blagostanja uključivanjem u različite oblike kolektivne akcije.
Vrsta pokreta su primjerice:
- socijalni pokret
- nacionalni pokret
- radnički pokret
- pokret otpora
- pokret nesvrstanih
- studentski pokret
- mirovni pokret
- feministički pokret
- antiglobalizacijski pokret